# Hypoponera ignigera
Hypoponera ignigera is een mierensoort uit de onderfamilie van de Ponerinae. De wetenschappelijke naam van de soort is voor het eerst geldig gepubliceerd in 1927 door Menozzi.